# Ischgl
Ischgl es un municipio situado en el estado de Tirol, en Austria. Tiene una población estimada, a inicios de 2025, de 1635 habitantes..
Su centro de esquí se encuentra conectado con el centro de esquí de Samnaun, del otro lado de la frontera en Suiza. Esta zona en su conjunto constituye una de las más grandes zonas esquiables de los Alpes orientales.